# Perdicula argoondah
Perdicula argoondah е вид птица от семейство Phasianidae.

## Разпространение
Видът е разпространен в Индия.